# Marshall megye (Kentucky)
Marshall megye az Amerikai Egyesült Államokban, azon belül Kentucky államban található. Megyeszékhelye és legnagyobb városa Benton. Lakosainak száma 31 659 fő (2020. április 1.).

## Szomszédos megyék
- Livingston megye (észak)
- Lyon megye (északkelet)
- Trigg megye (kelet)
- Calloway megye (dél)
- Graves megye (nyugat)
- McCracken megye (északnyugat)

## Népesség
A megye népességének változása:
| Lakosok száma | 31 457 | 31 263 | 31 242 | 31 107 | 31 101 | 31 659 |
|               | 2010   | 2011   | 2012   | 2013   | 2015   | 2020   |